# قنوات مائية حسب البلد

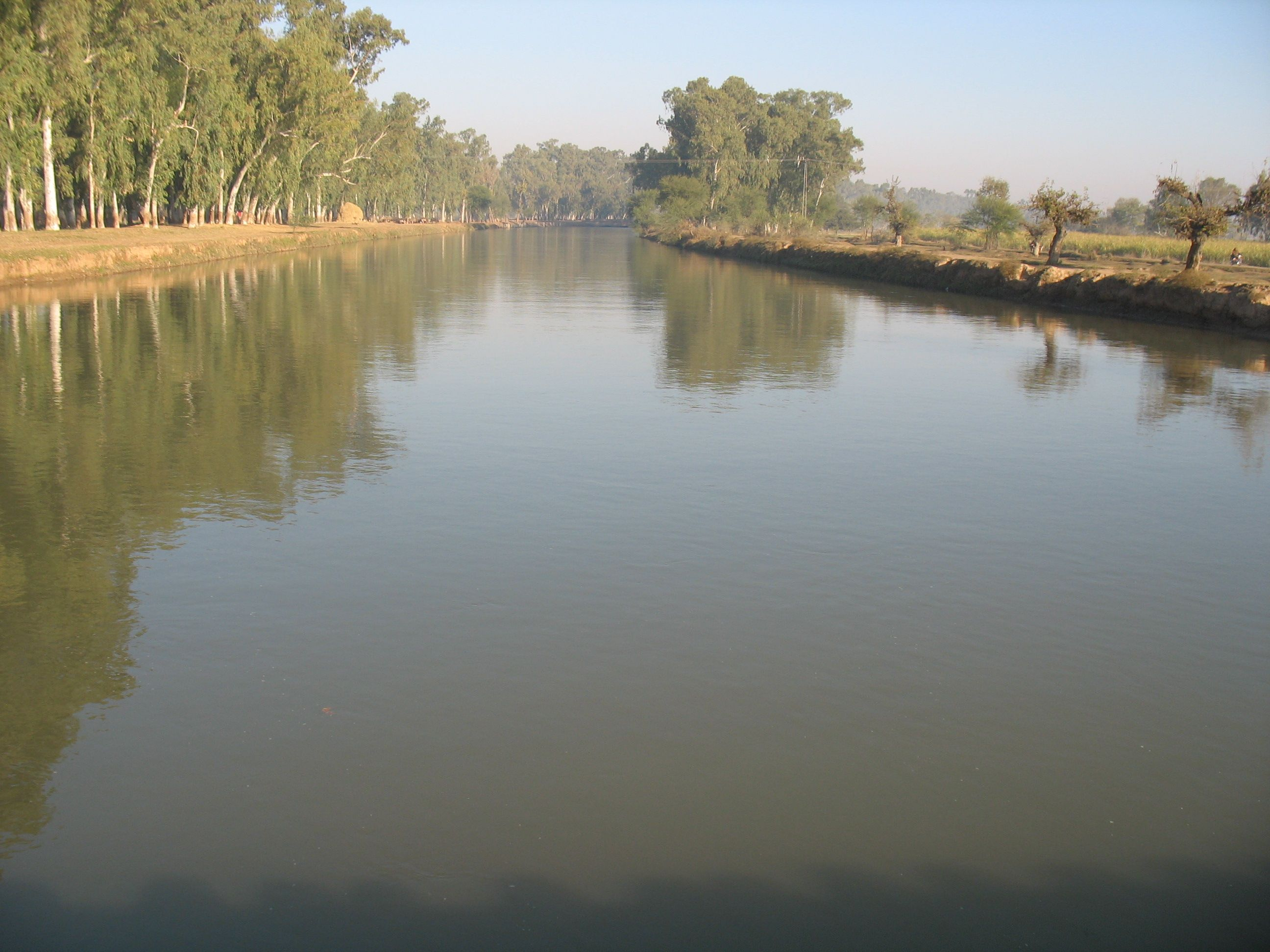
قناة مائية

## لائحة لوائح القنوات المائية حسب البلد
- لائحة القنوات المائية في روسيا
- لائحة القنوات المائية في فرنسا